# Iglesia de Santo Domingo (Santo Domingo de Pirón)
La iglesia de Santo Domingo es un templo católico de la localidad española de Santo Domingo de Pirón, en la provincia de Segovia.

## Descripción
El inmueble está ubicado en el municipio segoviano de Santo Domingo de Pirón, en la comunidad autónoma de Castilla y León. Se trata de una iglesia románica parroquial del siglo XII, de una sola nave y ábside semicircular encalado, con interesantes canecillos en la cornisa. Debe su nombre a Domingo de Silos.
A los pies llama la atención la torre, torreón inacabado, con grandes canes de piedra, sobre la que se sitúa la espadaña. Al sur se sitúa un atrio cerrado, con sencilla portada formada por dos arquivoltas y decorada con rosetones. En el interior se observan arquerías apuntadas, que denotan una transición al gótico.

## Estatus patrimonial
La Dirección General de Bellas Artes y Archivos, por Resolución de 6 de septiembre de 1983, incoó expediente de declaración como Monumento Histórico-Artístico a favor de la iglesia. Con fecha 31 de octubre de 1984, la Real Academia de Bellas Artes de San Fernando, y con fecha 9 de agosto de 1995 la Universidad de Valladolid, informaron favorablemente la declaración.
La iglesia fue declarada bien de interés cultural en la categoría de Monumento el 28 de diciembre de 1995, mediante un decreto publicado en el Boletín Oficial de Castilla y León el 2 de enero de 1996 con la rúbrica de Juan José Lucas Jiménez, presidente de la Junta de Castilla y León, y de Josefa E. Fernández Arufe, consejera de Educación y Cultura.